# Piccata

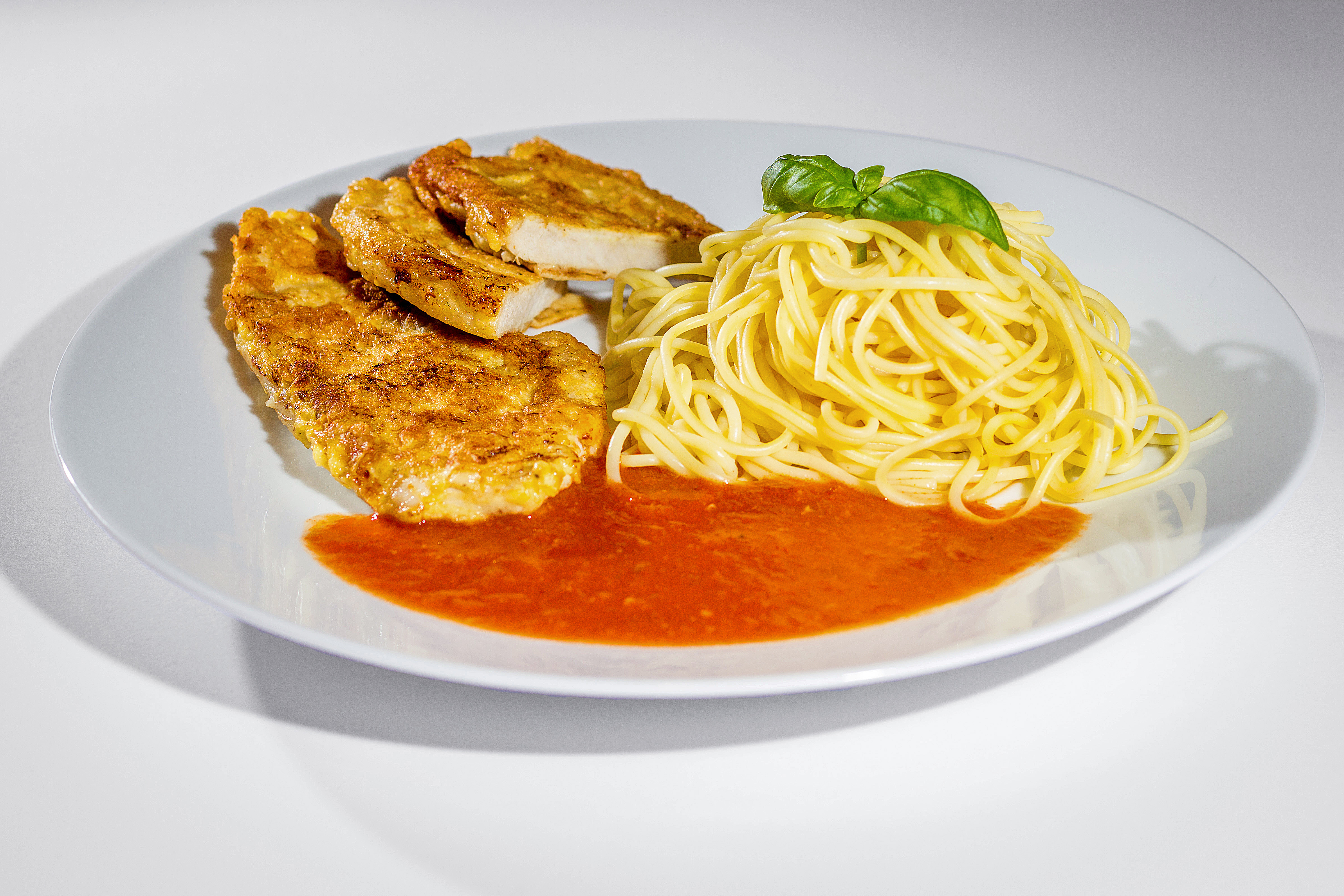
Piccata milanese, piccata med tomatsås och pasta.

Piccata är en italiensk maträtt som består av en ostpanerad kalvschnitzel. Piccata serveras ofta med tomatsås och pasta.